# Gösta Finnström
Gösta Alexander Finnström, född 14 maj  1912 i Skutskärs församling, Uppsala län, död 11 april 1996 i Österåker-Östra Ryds församling, Stockholms län, var en svensk violinist.
Finnström studerade vid Stockholms musikkonservatorium 1931–1935, var anställd i Kungliga Hovkapellet 1937–1982 och soloaltviolinist från 1956. Finnström var lärare i violin och viola vid Kungliga Musikhögskolan 1960–1982. Han erhöll professors namn 1972 och invaldes som ledamot 817 av Kungliga Musikaliska Akademien den 23 februari 1978.